# أفعوية الذيل الغورية
أفعوية الذيل الغورية (الاسم العلمي: Echiurus abyssalis) هي نوع من الحلقيات تتبع جنس أفعوية الذيل من فصيلة نظيرات أفعوية الذيل.